# Millennium Downtown New York
Millennium Downtown New York, früher The Millenium Hilton, ist ein 4-Sterne-Hotel in Manhattan in New York City. Es wird von den Millennium & Copthorne Hotels betrieben.

## Beschreibung
Das Hotelgebäude befindet sich in Lower Manhattan im Financial District an der Church Street zwischen Fulton Street und Dey Street. Es teilt sich einen Block mit dem am Broadway stehenden Bürohochhaus 195 Broadway. Das Hotel steht direkt gegenüber dem World Trade Center und der PATH-Station „Oculus“ (Port Authority Trans-Hudson). Jenseits der Fulton Street liegt der Friedhof der St. Paul’s Chapel.
Der Wolkenkratzer wurde von den Eli Attia Architects entworfen und von 1990 bis 1992 erbaut. Die Eröffnung fand am 9. Juni 1992 statt. Der Hotelturm ist 179,2 Meter (588 Fuß) hoch und besitzt 58 Etagen. Bauherr war der Unternehmer Peter S. Kalikow. Er plante zunächst ein Bürogebäude, entschied sich aber schließlich für ein Hotel mit dem Namen „The Millenium Hotel“, wobei er absichtlich das Wort Millennium nur mit einem „n“ anwandte, um es unverwechselbar zu machen. 1994 ging Kalikow in Konkurs und verkaufte das Hotel für 75 Millionen US-Dollar an die City Developments Limited (CDL) aus Singapur, die es unter die Verwaltung ihres Tochterunternehmens Millennium & Copthorne Hotels stellte. Dieses ließ das Hotel ab 1993 von Hilton Hotels unter den Namen „The Millenium Hilton“ betreiben.
Bei den Terroranschlägen am 11. September 2001 wurde die Fassade des Hotels durch den Einsturz der beiden WTC-Türme schwer beschädigt. Das Hotel musste daraufhin wegen umfangreicher Renovierung geschlossen werden und wurde am 5. Mai 2003 wiedereröffnet. 2017 fand eine Umbenennung in „Millennium Hilton New York Downtown“ statt, diesmal mit der korrekten Schreibweise von Millennium mit zwei „n“. Am 18. Januar 2022 endete die Verwaltung des Hotels durch Hilton und deren Betreibung übernahm fortan Millennium & Copthorne Hotels selbst, die es in Millennium Downtown New York umbenannten und die Beschriftung am Gebäude in „The Millenium Hotel“ änderten. Das Hotel beherbergt 471 Zimmer und 98 Suiten, von denen viele einen unvergleichbaren Blick auf das One World Trade Center und weitere Sehenswürdigkeiten von Downtown Manhattan bieten. An der Ecke Fulton Street/Church Street liegt zwischen den beiden Hoteleingängen ein kleiner öffentlicher Platz mit vier runden Rabatten mit je einem Baum und Sitzgelegenheiten. In der Church Street befindet sich vor dem Hotel ein Zugang zur Station Cortlandt Street der New York City Subway, die von den Linien  bedient wird.

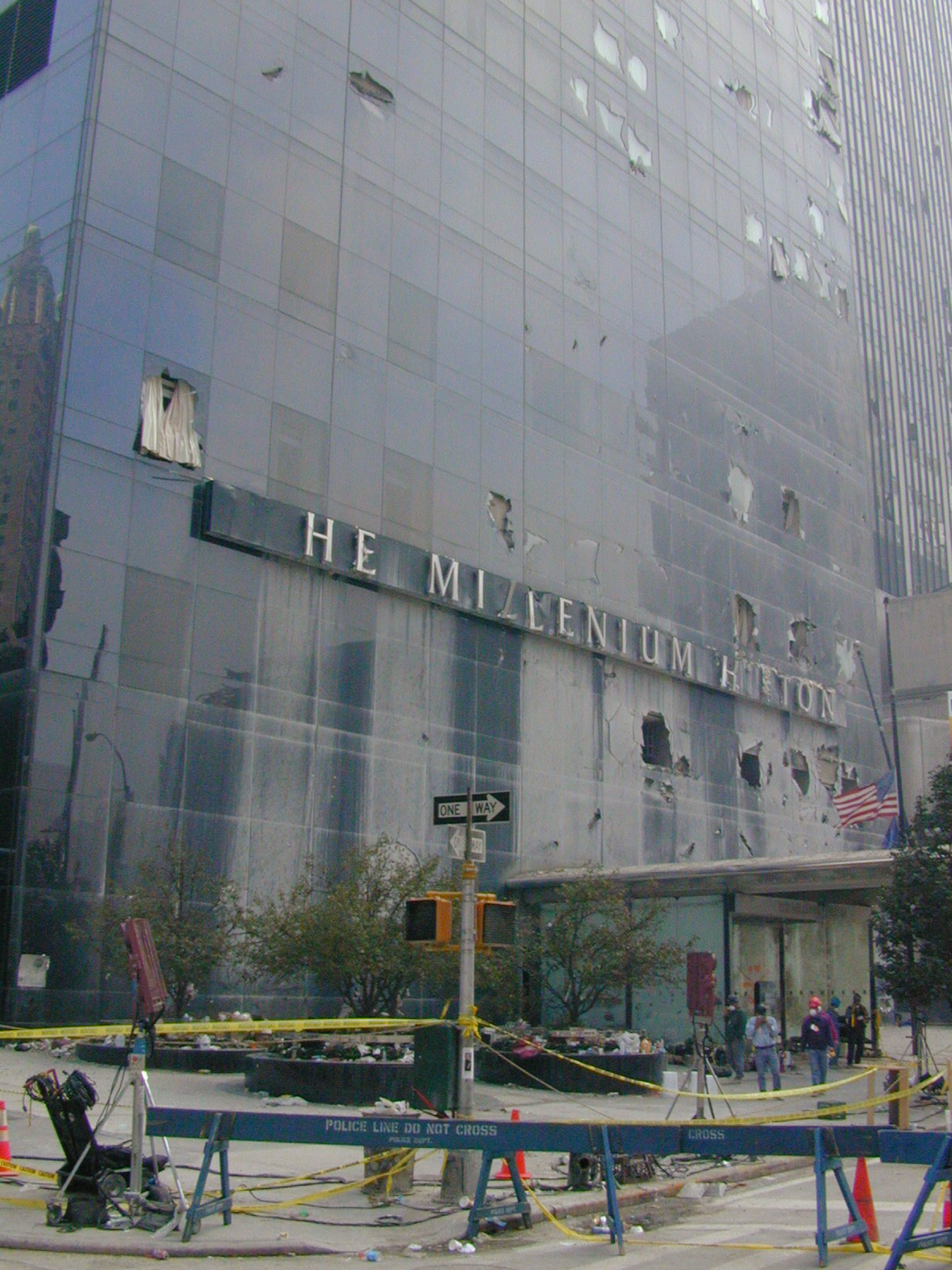
Die schwer beschädigte Fassade durch die Terroranschläge am 11. September 2001

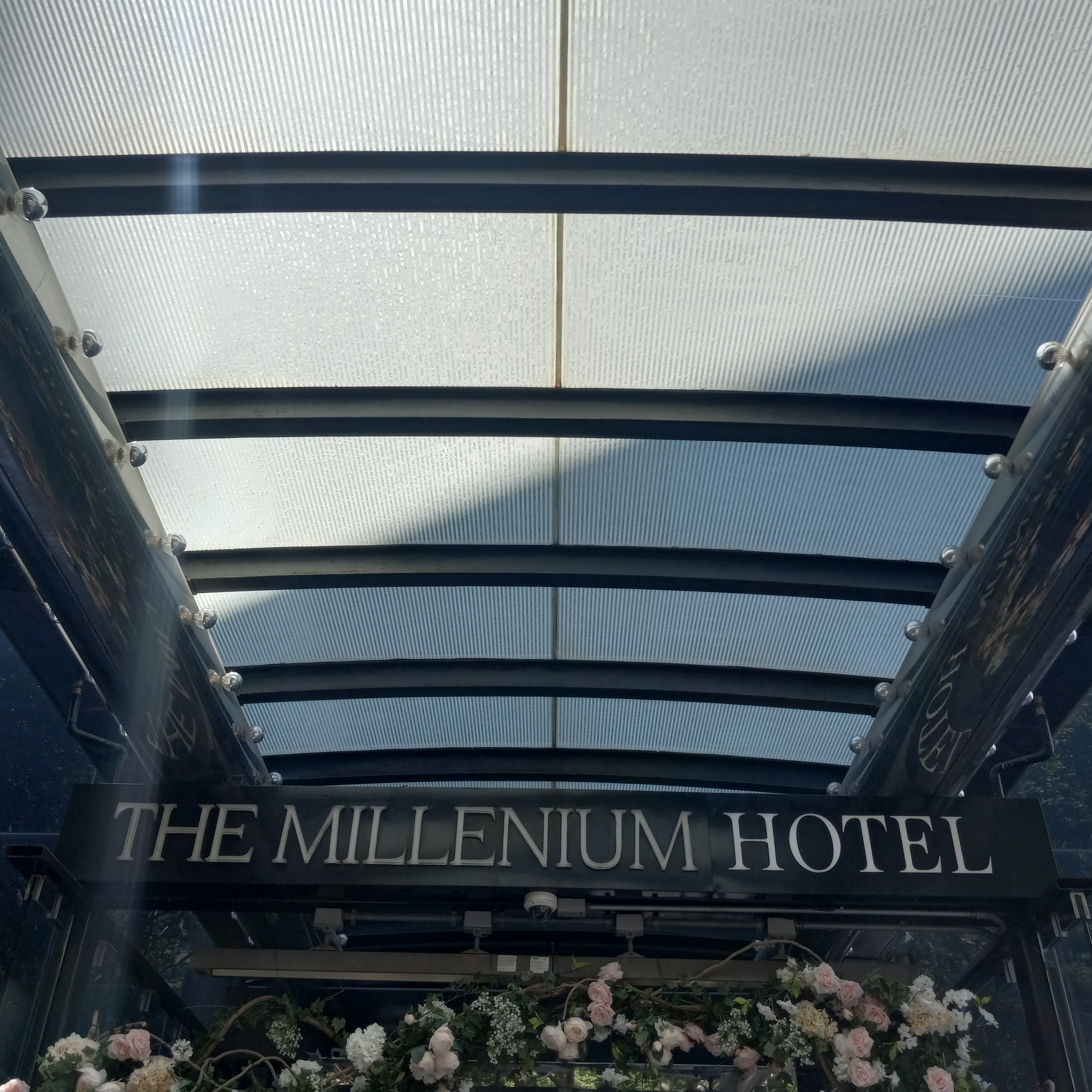
Hotelname über dem Eingangsportal im Jahr 2024